# 대통령의 연인
《대통령의 연인》(영어: The American President)은 미국에서 제작된 1995년 정치 로맨틱 코미디 드라마 영화이다. 롭 라이너가 연출과 제작을 맡고, 에런 소킨이 각본을 썼다. 마이클 더글러스가 상처하고 두 번째 임기 도전을 준비하는 중에 환경 로비스트(애넷 베닝 분)와 사랑에 빠지는 대통령을 연기하였다. 그 외에 마틴 신, 마이클 J. 폭스, 리처드 드라이퍼스 등이 출연하였다.
1996년 제68회 아카데미상에서 마크 셰이먼이 음악상 후보에 올랐으며, 제53회 골든 글로브상에서 뮤지컬·코미디 영화 부문 작품상 등 다섯 개 부문에 후보로 지명되었다.

## 출연진
- 마이클 더글러스 - 앤드루 “앤디” 셰퍼드 역: 대통령.
- 애넷 베닝 - 시드니 엘런 웨이드 역: 로비스트.
- 마틴 신 - A. J. 매클너니 역: 대통령 비서실장.
- 데이비드 페이머 - 리언 코댁 역: 부비서실장.
- 서맨사 매시스 - 제이니 배진 역: 대통령 수행 비서.
- 존 머호니 - 리오 솔로몬 역
- 마이클 J. 폭스 - 루이스 로스차일드 역: 국내 정책 대통령 보좌관.
- 애나 디비어 스미스 - 로빈 매콜 역: 백악관 대변인.
- 니나 시마스코 - 베스 웨이드 역
- 웬디 맬릭 - 수전 슬론 역
- 셔나 월드론 - 루시 셰퍼드 역
- 조지 머독 - 의원 역
- 앤 헤이니 - 채필 부인 역: 대통령 비서관.
- 리처드 드라이퍼스 - 밥 럼슨 상원 의원(공화당-캔자스주) 역
- 보 빌링즐리 - 쿠퍼 요원 역: 비밀 경호국 소속.
- 게일 스트리클런드 - 에스터 매클너니 역
- 조슈아 멀리나 - 데이비드 역
- 테일러 니컬스 - 스튜 역

## 기타 제작진
- 협력 제작: 바버라 몰트비
- 배역: 제인 젱킨스, 재닛 허션슨
- 미술: 릴리 킬버트
- 의상: 글로리아 그레셤

## 우리말 녹음
KBS 성우진 (1999년 10월 23일)
- 양지운 - 앤드루 앤디 셰퍼드 대통령(마이클 더글러스)
- 장유진 - 시드니 엘런 웨이드(애넷 베닝)
- 장광 - A. J. 매클너니(마틴 신)
- 홍시호 - 루이스 로스차일드(마이클 J. 폭스)
- 유강진 - 밥 럼슨 의원(리처드 드라이퍼스)
- 성병숙 - 레슬리(낸시 캔들)
- 온영삼 - 리오 솔로몬(존 머호니)
- 정미숙 - 제이니(서맨사 매시스)
- 탁원제
- 김정미
- 박신영
- 강구한
- 김익태
- 배정미
- 김영진